# Gamma Trianguli
Gamma Trianguli (γ Trianguli, förkortat Gamma Tri, γ Tri), som är stjärnans Bayer-beteckning, är en ensam stjärna i mellersta delen av stjärnbilden Triangeln. Den är av magnitud 4,03, är den tredje ljusstarkaste stjärnan i stjärnbilden och är synlig för blotta ögat där ljusföroreningar ej förekommer. Baserat på parallaxmätningar i Hipparcos-uppdraget på 29,0 mas beräknas den befinna sig på ca 112 ljusårs (34 parsek) avstånd från jorden. Den omges av en fragmentskiva med massan 2,9 x 10−2 jordmassor som kunnat observeras eftersom den värms upp till 75 K av närheten till stjärnan och därför avger infraröd strålning. Avståndet till stjärnan är 2,24 bågsekunder vilket motsvarar en radie på ungefär 80 AE.

## Egenskaper
Gamma Trianguli är en vit stjärna i huvudserien av spektralklass A1Vnn. Den har en massa som är ca 2,7 gånger solens massa, en radie som är nästan dubbelt så stor som solens och utsänder ca 33 gånger mera energi än solen från dess fotosfär vid en effektiv temperatur på ca 9 400 K.
Gamma Trianguli roterar snabbt med en prognostiserad rotationshastighet på 254 km/s vid ekvatorn, vilket gör att stjärnan har en tillplattad form liknande Altair. Eftersom lutningen hos stjärnans rotationsaxel är okänd betyder det att den azimutala ekvatorialhastigheten är åtminstone av denna storlek och möjligen högre. I jämförelse är solen en långsam rotator med en ekvatoriell azimuthalhastighet av 2 km/s. Dopplereffekten från den snabba rotationen resulterar i mycket diffusa absorptionslinjer i stjärnans spektrum, vilket anges av "nn" i klassificeringen.